# Prix international Hemingway
Le Prix international Hemingway est un prix littéraire français, créé en 2004 par Les Avocats du Diable sur une idée de Marion Mazauric et Simon Casas, et attribué lors de la Feria de Nîmes.
Son but est de récompenser une nouvelle inédite sur le thème de la tauromachie, d’un auteur français ou étranger ayant déjà été publié.
Le jury est placé sous la présidence de Laure Adler. Il est composé de Carole Chrétiennot, Michel Cardoze, Marianne Lamour, Pierre Leroy, Marion Mazauric, Eddie Pons et le ou la lauréat.e de l'année précédente .
La dotation est de 2 000 euros, un abonnement à la Temporada de l'année, la participation à l'édition des meilleures nouvelles en concurrence pour le prix et publiée l'année suivante aux éditions Au diable vauvert, des invitations à de nombreuses rencontres littéraires et animations de la région, et un séjour en résidence d'auteur.
Organisation : Association Les Avocats du Diable Vauvert.

## Lauréats
- 2005 : Olivier Deck pour Toreo de salon
- 2006 : Olivier Boura pour Pasiphae
- 2007 : Robert Bérard pour Corrida de muerte
- 2008 : Vincent Bourg dit Zocato pour Arequipa, Pérou, le 12 novembre 1934
- 2009 : Antoine Martin pour Le frère de Pérez
- 2010 : Jean-Paul Didierlaurent pour Brume
- 2011 : Robert Louison pour Pas de deux
- 2012 : Jean-Paul Didierlaurent pour Mosquito
- 2013 : Miguel Sánchez Robles pour L’Ultime tragédie païenne de l’occident
- 2014 : Étienne Cuénant pour Latifa
- 2015 : Philippe Aubert pour Leçons de ténèbres
- 2017 : Adrien Girard pour Uriel, berger sans lune
- 2018 : José Luis Valdés Belmar, pour Ombres de lune
- 2019 : Cyril Fabre, pour Mecha de plata
- 2020 : Élise Thiébaut, pour Un toro dans la reine
- 2021: Hélène Goffart, pour Les liens du groupe sanguin
- 2022: Antonio Blazquez-Madrid, pour La dernière chance pour El Lagartijo
- 2023: Sébastien Ambit, pour La clémence de Titus
- 2024: Fabien Penchinat, pour À la ville et au monde